# Pstružný potok (přítok Ohře)
Pstružný potok pramení východně od zaniklé obce Jehličná v nadmořské výšce 430 m v předpolí Lomu Družba. Protéká Královským Poříčím a v nadmořské výšce 395 metrů vlévá se do Ohře pod vodáckým tábořištěm U Barona. Délka toku měří 3 km. Před změnou způsobenou těžbou hnědého uhlí byl dlouhý 8,7 kilometru, povodí měřilo 25,1 km² a průměrný průtok dosahoval 0,22 m³/s. Původně protékal Vřesovou, Alberovem a Jehličnou, vesnicemi zaniklými v důsledku těžby hnědého uhlí. Jeho původní koryto bylo přerušeno povrchovou těžbou a horní tok sveden do Chodovského potoka. Potok nemá žádné povodí a slouží pouze k odvádění důlních vod.
Při povodních docházelo k vzedmutí hladiny Ohře a tím i vzedmutí hladiny Pstružného potoka. To způsobovalo dříve záplavy historické části Královského Poříčí. V letech 2000 až 2012 se postavila v blízkosti Ohře u ústí Pstružného potoka protipovodňová hráz, včetně zabudovaného potrubí. Při povodňových stavech na řece Ohři se potrubí uzavírá šoupětem a tím je zamezeno zpětnému vzdutí vody z řeky Ohře do Pstružného potoka. Voda z Pstružného potoka vtéká do betonového podzemního objektu a čerpadly je přečerpávána přes hráz do řeky Ohře. Chod čerpadel se zapíná automaticky při dosažení hladiny 394,10 m n. m. na Pstružném potoce. Celková délka protipovodňové hráze činí 747 m.